# Lepidodexia angustifrons
Lepidodexia angustifrons är en tvåvingeart som beskrevs av Guilherme A.M. Lopes 1993. Lepidodexia angustifrons ingår i släktet Lepidodexia och familjen köttflugor.
Artens utbredningsområde är Panama. Inga underarter finns listade i Catalogue of Life.